# 2018년 넥센 히어로즈 시즌
2018년 넥센 히어로즈 시즌은 넥센 히어로즈가 KBO 리그에 참가한 마지막 시즌으로, 우리 히어로즈, 서울 히어로즈 시절까지 합치면 11번째 시즌이다. 장정석 감독이 팀을 이끈 2번째 시즌으로, 서건창이 주장을 맡았으나 도중에 김민성으로 바뀌었다. 팀은 10팀 중 정규 시즌 4위를 기록하여 포스트 시즌에 안착했다. 이후 와일드카드 결정전에서 KIA 타이거즈를 1승 무패로 꺾고, 준플레이오프에서는 한화 이글스를 3승 1패로 꺾었으나 플레이오프에서 SK 와이번스를 상대로 5차전까지 가는 혈투 끝에 2승 3패로 패배하여 탈락했다. 한국시리즈 진출 팀을 제외한 팀들의 순위는 정규 시즌 순위대로 책정하기 때문에 최종 4위로 시즌을 마감했다.

## 타이틀
- 자카르타·팔렘방 아시안 게임 금메달 : 박병호, 김하성, 최원태, 이정후
- U-23 야구 월드컵 국가대표: 예진원
- 완봉 : 브리검 (1)
- 이닝 : 브리검 (199)
- 상대한 타자 수 : 브리검 (829)
- 사사구 : 박병호 (85)
- 고의4구 : 박병호 (10)
- 출루율 : 박병호 (0.457)
- 장타율 : 박병호 (0.718)
- OPS : 박병호 (1.175)
- 순장타율 : 박병호 (0.373)
- GPA : 박병호 (0.385)
- 투구 수 : 브리검 (3089)
- 땅볼 유도 : 브리검 (247)
- 견제 아웃 : 해커 (4)
- 타자 WAR : 박병호 (7.01)
- KBO 골든글러브 : 박병호 (1루수), 김하성 (유격수), 이정후 (외야수)
- 미스터올스타 : 김하성
- 올스타 선발 : 박병호 (1루수)
- 올스타전 추천선수 : 이보근, 김하성
- 올스타전 퍼펙트히터 우승 : 김하성
- 조아제약 프로야구대상 최고타자상 : 박병호
- 한은회 최고의 타자상 : 박병호
- 스포츠서울 올해의 타자 : 박병호
- 스포츠동아 선정 21세기 베스트 10: 박병호 (1루수), 강정호 (유격수)
- 한국갤럽 선정 좋아하는 국내 프로야구 선수: 박병호 (8위)
- 컴투스프로야구2022 타이틀홀더 라인업: 브리검 (선발투수)
- 컴투스프로야구 주요 외국인선수 라인업: 샌즈 (우익수)
- 준플레이오프 MVP: 임병욱
- 와일드카드 결정전 MVP: 샌즈

### 퓨처스리그
- 아시아 윈터 베이스볼 리그 국가대표: 이영준
- 플레이어스 초이스 어워드 퓨처스리그 우수선수상: 예진원
- 퓨처스 올스타: 김재웅, 이찬석, 정동욱, 예진원
- 3루타: 이병규 (7)
- 북부리그 타석: 이병규 (346)
- 북부리그 2루타: 변상권 (23)

## 선수단
- 선발투수: 브리검, 최원태, 한현희, 로저스, 해커, 김정인, 신재영
- 구원투수: 이보근, 양현, 이승호, 김상수, 오주원, 김태훈, 이상민, 윤영삼, 김성민, 서의태, 조성운, 이영준, 김선기
- 마무리투수: 문성현, 박정준, 조상우, 하영민, 안우진
- 포수: 박동원, 김재현, 김종덕, 주효상
- 1루수: 박병호, 장영석
- 2루수: 송성문, 김혜성, 김지수
- 유격수: 김하성
- 3루수: 김민성
- 좌익수: 김규민, 홍성갑, 고종욱
- 중견수: 임병욱, 예진원
- 우익수: 이정후, 샌즈, 초이스, 박정음, 허정협
- 지명타자: 이택근, 서건창, 김태완

## 여담
- 김상수는 9월 28일 롯데 자이언츠와의 경기에서 넥센 히어로즈의 정규 시즌 마지막 세이브를 기록했다.
- 한현희는 10월 12일 kt 위즈와의 경기에서 넥센 히어로즈의 정규 시즌 마지막 승리 투수가 되었고, 이보근은 마지막 홀드의 주인공이 되었다.
- 넥센 히어로즈라는 팀명으로 치러진 정규 시즌 마지막 경기는 10월 13일 삼성 라이온즈와의 경기였다. 이날 선발 등판한 안우진이 1이닝 3실점으로 강판되어 넥센 히어로즈의 마지막 패전투수가 되었다. 마지막으로 타석을 소화한 선수는 대타 김규민이었다.
- 최원태가 선발승으로만 13승, 브리검이 11승, 한현희가 10승을 기록하여 구단 사상 최초로 단일 시즌 두 자릿수 선발승 투수 3명을 배출했다.
- 김혜성은 구단 사상 최초로 단일 시즌 규정 타석을 채운 10대 내야수가 되었다.
- 한현희는 이 시즌 2013년 이후 KBO 리그에서 규정 이닝을 채운 투수 중 단일 시즌 스트라이크 존 내 투구 콘택트 허용 비율이 가장 높았다.
- 임병욱은 이 시즌 희생 번트를 6번 시도했는데 단 한 번도 성공시키지 못했다.
- 박병호는 뜬공 대비 홈런 확률 28.5%로 2013년 이후 규정 타석 충족 타자 중 최고 기록을 세웠다.
- 브리검은 실책 5개로 KBO 리그 역대 단일 시즌 투수 최다 실책을 기록했다.
- 박병호는 구단 입단 시부터 이 시즌까지의 누적 WAR이 35.48로, 넥센 히어로즈 사상 통산 최고 WAR 기록을 세웠다.
- 김혜성은 이 시즌까지 2루 도루 29개, 좌투수 상대 도루 실패 3회, 더블 스틸 실패 1회를 기록하여 2013년 이후 KBO 리그 10대 타자 통산 최다 기록을 세웠다.
- 안우진은 이 시즌까지 통산 선발 WAR -0.56으로 2013년 이후 KBO 리그 10대 투수 최저 기록을 세웠다.
- 이 시즌에 팀이 포스트시즌에 진출함에 따라, 넥센 히어로즈라는 팀명으로 치러진 마지막 경기는 SK 와이번스와의 플레이오프 5차전이었다. 이날 마지막으로 등판한 투수는 신재영이었으나 끝내기 백투백 홈런을 허용하여 패전투수가 되었다. 마지막으로 타석을 소화한 선수는 2번 타자 송성문이었다.
- 브리검은 포스트시즌에서 16실점을 기록해 KBO 리그 역대 단일 포스트시즌 최다 실점 기록을 세웠다.
- 해커는 이 시즌을 끝으로 KBO 리그를 떠나 KBO 리그 외국인 투수 통산 포스트시즌 최다패(6), 최다 피홈런(11) 기록을 세웠다.
- 2018년 8월 넥센 히어로즈 구단의 미신고 현금 트레이드가 12건이나 있었음이 밝혀지면서 '뒷돈 트레이드 논란' 파문이 불거지자 KBO는 구단 책임자인 이장석 전 대표이사를 무기실격 처분했다. 이는 KBO 리그 사상 3번째 무기실격이자, 당사자가 선수가 아닌 첫 케이스였다. 이어 11월에는 상벌위원회를 통해 무기 실격에서 영구 실격 처분이 확정되었다.
- 2군 홈구장으로 화성 히어로즈 베이스볼 파크를 사용한 마지막 시즌이다.

## 같이 보기
- 2019년 키움 히어로즈 시즌
- 2017년 넥센 히어로즈 시즌
- 2020년 키움 히어로즈 시즌
- 2021년 키움 히어로즈 시즌